# Chiyotaikai Ryūji
Chiyotaikai Ryūji (千代大海 龍二 en japonés) (nació el 29 de abril de 1976 como Hiroshima Ryūji (廣嶋　龍二 en japonés) en Chitose, Hokkaidō), es un exluchador japonés de sumo. Es el luchador que más tiempo ha estado como ōzeki en la era moderna del deporte. Se retiró en enero de 2010.
En sus inicios en el sumo usó como su shikona, su nombre real.

## Biografía
Después de la muerte de su padre la familia de Chiyotaikai se fue a Ōita, que es considerada como su residencia. Chiyotaikai fue un jugador de béisbol y fútbol y un buen luchador en judo y karate. Después de graduarse en la escuela superior júnior, trabajó como en la construcción y después decidió comenzar a entrenarse en un establo de sumo, la Kokonoe beya.
Su primera Copa del Emperador la obtuvo en 1999 cuando tuvo un récord de 13 - 2 y derrotó a Wakanohana Masaru en el desempate, en enero en Tokio consiguiendo así ascender a la categoría de ōzeki. Sin embargo, en su primer torneo se rompió la nariz aunque mantuvo el rango hasta la actualidad superando en julio de 2007 el récord de Takanohana Kenshi de 50 campeonatos con ese rango.
En 2002, en Nagoya volvió a ganar el título pero en el siguiente torneos solo pudo obtener un récord de 10 - 5. En noviembre tuvo una lesión que lo apartó también del torneo del año siguiente en enero. Pero volvió en marzo y se adjudicó el torneo de Osaka.
En el Hatsu Basho 2010 vuelve al grado de sekiwake y anuncia su retirada al encajar su tercera derrota consecutiva ante Kaiō.

### Historial
| Año (Honbasho) | Hatsu Basho (enero) (ciudad de Tokio) | Haru Basho (marzo) (ciudad de Osaka) | Natsu Basho (mayo) (ciudad de Tokio) | Nagoya Basho (julio) (ciudad de Nagoya) | Aki Basho (septiembre) (ciudad de Tokio) | Kyushu Basho (noviembre) (ciudad de Fukuoka) | Victorias / Derrotas / Ausencias |
| 1992           | ─                                     | ─                                    | ─                                    | ─                                       | ─                                        | Maezumo Hatsu Dohyō 0 - 0                    | 0 - 0                            |
| 1993           | Jonokuchi 47 Este 7 - 0               | Jonidan 43 Oeste 2 - 5               | Jonidan 74 Oeste 6 - 1               | Jonidan 6 Este 5 - 2                    | Sandanme 68 Oeste 5 - 2                  | Sandanme 40 Este 5 - 2                       | 30 - 12                          |
| 1994           | Sandanme 15 Oeste 7 - 0               | Makushita 12 Este 4 - 3              | Makushita Este 3 - 4                 | Makushita 13 Oeste 3 - 4                | Makushita 22 Este 5 - 2                  | Makushita 14 Oeste 4 - 3                     | 26 - 16                          |
| 1995           | Makushita 10 Este 4 - 3               | Makushita 6 Este 6 - 1               | Makushita 1 Este 4 - 3               | Jūryō 13 Oeste 8 - 7                    | Jūryō 12 Este 8 - 7                      | Jūryō 10 Este 6 - 9                          | 36 - 30                          |
| 1996           | Jūryō 12 Este 9 - 6                   | Jūryō 9 Oeste 8 - 7                  | Jūryō 6 Este 8 - 7                   | Jūryō 2 Oeste 5 - 10                    | Jūryō 6 Este 8 - 7                       | Jūryō 3 Oeste 11 - 4                         | 49 - 41                          |
| 1997           | Jūryō 1 Este 2 - 13                   | Jūryō 9 Este 11 - 4                  | Jūryō 1 Oeste 9 - 6                  | Jūryō 1 Este 11 - 4                     | Maegashira 11 Oeste 8 - 7                | Maegashira 5 Este 6 - 9                      | 47 - 43                          |
| 1998           | Maegashira 8 Este 9 - 6               | Maegashira 1 Este 8 - 7              | Komusubi 1 Este 8 - 7                | Sekiwake 1 Oeste 11 - 4                 | Sekiwake 1 Este 9 - 6                    | Sekiwake 1 Este 10 - 5                       | 55 - 35                          |
| 1999           | Sekiwake 1 Este 13 - 2                | Ōzeki 1 Oeste 3 - 8 - 4              | Ōzeki 2 Oeste 0 - 0 - 15             | Ōzeki 1 Oeste 10 - 5                    | Ōzeki 1 Este 10 - 5                      | Ōzeki 1 Este 9 - 6                           | 45 - 26 - 19                     |
| 2000           | Ōzeki 1 Oeste 9 - 6                   | Ōzeki 1 Oeste 8 - 7                  | Ōzeki 2 Este 11 - 4                  | Ōzeki 1 Este 11 - 4                     | Ōzeki 1 Este 10 - 5                      | Ōzeki 1 Oeste 9 - 6                          | 58 - 32                          |
| 2001           | Ōzeki 1 Oeste 2 - 2 - 11              | Ōzeki 3 Este 0 - 0 - 15              | Ōzeki 3 Este 12 - 3                  | Ōzeki 1 Este 11 - 4                     | Ōzeki 1 Oeste 4 - 5 - 6                  | Ōzeki 1 Oeste 0 - 0 - 15                     | 29 - 14 - 47                     |
| 2002           | Ōzeki 2 Este 13 - 2                   | Ōzeki 1 Oeste 7 - 8                  | Ōzeki 2 Oeste 11 - 4                 | Ōzeki 1 Oeste 14 - 1                    | Ōzeki 1 Este 10 - 5                      | Ōzeki 1 Oeste 6 - 3 - 6                      | 61 - 23 - 6                      |
| 2003           | Ōzeki 2 Oeste 0 - 0 - 15              | Ōzeki 2 Este 12-3                    | Ōzeki 1 Este 10 - 5                  | Ōzeki 1 Oeste 11 - 4                    | Ōzeki 1 Oeste 11 - 4                     | Ōzeki 1 Este 10 - 5                          | 54 - 21 - 15                     |
| 2004           | Ōzeki 1 Oeste 10 - 5                  | Ōzeki 1 Este 13 - 2                  | Ōzeki 1 Este 9 - 6                   | Ōzeki 1 Oeste 10 - 5                    | Ōzeki 1 Oeste 8 - 7                      | Ōzeki 1 Oeste 7 - 8                          | 57 - 33                          |
| 2005           | Ōzeki 1 Oeste 8 - 7                   | Ōzeki 1 Este 6 - 9                   | Ōzeki 2 Oeste 10 - 5                 | Ōzeki 1 Oeste 3 - 6 - 6                 | Ōzeki 2 Oeste 10 - 5                     | Ōzeki 1 Oeste 11 - 4                         | 48 - 36 - 6                      |
| 2006           | Ōzeki 1 Este 4 - 4 - 7                | Ōzeki 2 Este 9 - 6                   | Ōzeki 2 Este 10 - 5                  | Ōzeki 1 Oeste 9 - 6                     | Ōzeki 1 Oeste 10 - 5                     | Ōzeki 1 Este 9 - 6                           | 51 - 32 - 7                      |
| 2007           | Ōzeki 2 Oeste 10 - 5                  | Ōzeki 1 Este 7 - 8                   | Ōzeki 3 Oeste 10 - 5                 | Ōzeki 1 Oeste 9 - 6                     | Ōzeki 1 Este 9 - 6                       | Ōzeki 1 Oeste 11 - 4                         | 56 - 34                          |
| 2008           | Ōzeki 1 Este 0 - 8 - 7                | Ōzeki 2 Oeste 8 - 7                  | Ōzeki 2 Este 5 - 10                  | Ōzeki 1 Oeste 9 - 6                     | Ōzeki 2 Oeste 9 - 6                      | Ōzeki 2 Este 8 - 7                           | 39 - 44 -7                       |
| 2009           | Ōzeki 1 Oeste 8 - 7                   | Ōzeki 1 Oeste 2 - 13                 | Ōzeki 3 Este 8 - 7                   | Ōzeki 3 Este 8 - 7                      | Ōzeki 3 Este 2 - 9 - 4                   | Ōzeki 3 Este 2 - 9 - 4                       | 30 - 52 - 8                      |
| 2010           | Sekiwake 1 Oeste 0 - 4 - 11           | ─                                    | ─                                    | ─                                       | ─                                        | ─                                            | 0 - 4 - 11                       |